# Deep Web
 (août 2025).
Pour plus de détails, voir Fiche technique et Distribution.
Deep Web est un film américain réalisé par Alex Winter, sorti en 2015.

## Synopsis
Le documentaire revient sur l'histoire de Silk road, la traque du FBI pour faire fermer ce marché noir en ligne et les suites judiciaires de l'affaire.

## Fiche technique
- Titre : Deep Web
- Réalisation : Alex Winter
- Scénario : Alex Winter
- Narration : Keanu Reeves
- Musique : Pedro Bromfman
- Photographie : Anghel Decca et Joe DeSalvo
- Montage : Dan Swietlik
- Production : Marc Schiller, Alex Winter et Glen Zipper
- Société de production : BOND360, Madam Films, Trouper Productions et Zipper Bros Films
- Pays :  États-Unis
- Genre : Documentaire
- Durée : 90 minutes
- Dates de sortie : 
  -  États-Unis : 15 mars 2015 (South by Southwest)

## Distinctions
Le film a été présenté en sélection officielle en compétition dans les sections Documentaire du Festival du film de Zurich et Festival du film de Brooklyn.